# Vinathela nenglianggu
Espèce
Vinathela nenglianggu est une espèce d'araignées mésothèles de la famille des Liphistiidae.

## Distribution
Cette espèce est endémique du Hunan en Chine,. Elle se rencontre sur le mont Yuelu.

## Description
Le mâle holotype mesure 8,75 mm et la femelle paratype 11,99 mm, les mâles mesurent de 8,75 à 9,46 mm et les femelles de 8,48 à 13,54 mm.

## Systématique et taxinomie
Cette espèce a été décrite par Li, Liu et Xu en 2019.

## Publication originale
- Li, Liu & Xu, 2019 : « Three new species of the primitively segmented spiders from Mt Yuelu, Hunan, China (Mesothelae, Liphistiidae). » Zootaxa, no 4691(2), p. 139-152.